# Camillo Cibotti

Wappen von Camillo Cibotti

Camillo Cibotti (* 28. Oktober 1954 in Casalbordino, Italien) ist ein italienischer Geistlicher sowie römisch-katholischer Bischof von Isernia-Venafro und Trivento.

## Leben
Camillo Cibotti erwarb nach dem Studium am Regionalseminar in Chieti an der Accademia Alfonsiana das Lizenziat in Moraltheologie. Am 1. Juli 1978 empfing er das Sakrament der Priesterweihe für das Erzbistum Chieti-Vasto.
Neben verschiedenen Aufgaben in der Pfarrseelsorge war er von 1985 bis 1988 Spiritual am Regionalseminar in Chieti. Außerdem war er Professor für Moraltheologie am Theologischen Institut der Kirchenregion Abruzzen-Molise und Bischofsvikar für die Laien. Von 2005 bis zu seiner Ernennung zum Bischof war er Generalvikar des Erzbistums Chieti-Vasto. Papst Benedikt XVI. verlieh ihm am 5. Dezember 2005 den Titel eines Päpstlichen Ehrenkaplans (Monsignore).
Am 8. Mai 2014 ernannte ihn Papst Franziskus zum Bischof von Isernia-Venafro. Die Bischofsweihe spendete ihm der Erzbischof von Chieti-Vasto, Bruno Forte, am 11. Juni desselben Jahres. Mitkonsekratoren waren der Erzbischof von Campobasso-Boiano, Giancarlo Maria Bregantini, und der Erzbischof von Capua, Salvatore Visco. Die Amtseinführung im Bistum Isernia-Venafro fand am 28. Juni desselben Jahres statt. Von 2016 bis 2021 war Cibotti Generalsekretär der Bischofskonferenz der Kirchenregion Abruzzen-Molise. Am 10. Juni 2024 wurde er zu deren Präsidenten gewählt.
Am 16. Februar 2025 bestellte ihn Papst Franziskus unter gleichzeitiger Vereinigung des Bistums Isernia-Venafro in persona episcopi mit dem Bistum Trivento zusätzlich zum Bischof von Trivento. Die Amtseinführung als Bischof von Trivento fand am 26. April desselben Jahres statt.